# Chipre en los Juegos Paralímpicos
Chipre en los Juegos Paralímpicos está representado por el Comité Paralímpico Nacional de Chipre, miembro del Comité Paralímpico Internacional.
Ha participado en diez ediciones de los Juegos Paralímpicos de Verano, su primera presencia tuvo lugar en Seúl 1988. El país ha obtenido un total de diez medallas en las ediciones de verano: tres de oro, cuatro de plata y tres de bronce.
En los Juegos Paralímpicos de Invierno Chipre no ha participado en ninguna edición.

## Medallero

### Por edición
Juegos Paralímpicos de Verano
| Evento              | Oro | Plata | Bronce | Total |
| ------------------- | --- | ----- | ------ | ----- |
| Seúl 1988           | 0   | 0     | 0      | 0     |
| Barcelona 1992      | 0   | 0     | 0      | 0     |
| Atlanta 1996        | 0   | 0     | 0      | 0     |
| Sídney 2000         | 0   | 0     | 0      | 0     |
| Atenas 2004         | 1   | 0     | 0      | 1     |
| Pekín 2008          | 1   | 2     | 1      | 4     |
| Londres 2012        | 0   | 1     | 0      | 1     |
| Río de Janeiro 2016 | 0   | 0     | 0      | 0     |
| Tokio 2020          | 1   | 0     | 1      | 2     |
| París 2024          | 0   | 1     | 1      | 2     |
| TOTAL               | 3   | 4     | 3      | 10    |

### Por deporte
Deportes de verano
| Evento    | Oro | Plata | Bronce | Total |
| --------- | --- | ----- | ------ | ----- |
| Atletismo | 0   | 2     | 0      | 2     |
| Natación  | 3   | 2     | 3      | 8     |
| TOTAL     | 3   | 4     | 3      | 10    |